# EM i fodbold (kvinder)
Europamesterskabet i fodbold for kvinder er en turnering for kvindelige landshold for nationerne, hvis fodboldforbund er medlemmer af UEFA. Mesterskabet har fundet sted med jævne mellemrum siden 1984.
I 1984 var der ingen slutrunde om mesterskabet, idet både semifinalerne og finalen blev afgjort over to kampe (ude og hjemme). I 1987-1993 blev der afholdt en slutrunde i et af semifinalisternes hjemlande bestående af fire hold, der spillede semifinaler og finaler. I 1995, hvor EM kolliderede med VM, bestod slutrunden imidlertid kun af finalen. Siden 1997 er EM-slutrunderne afviklet hver fjerde år (forskudt fra VM) med deltagelse af 8 hold.

## Europamesterskaber gennem tiden
Oversigt over vindere gennem tiden.
| Europamestre | År                                                 |
| ------------ | -------------------------------------------------- |
| Tyskland     | 8 (1989, 1991, 1995, 1997, 2001, 2005, 2009, 2013) |
| Norge        | 2 (1987, 1993)                                     |
| England      | 2 (2022, 2025)                                     |
| Sverige      | 1 (1984)                                           |
| Holland      | 1 (2017)                                           |
| Slutrunde | Værtsland      | Guld     | Sølv     | Bronze           | Antal hold | Antal hold | Danmarks placering        |
| Slutrunde | Værtsland      | Guld     | Sølv     | Bronze           | Slutr.     | I alt      | Danmarks placering        |
| --------- | -------------- | -------- | -------- | ---------------- | ---------- | ---------- | ------------------------- |
| 1984      | -              | Sverige  | England  | Italien Danmark  | -          | 16         | Semifinalist              |
| 1987      | Norge          | Norge    | Sverige  | Italien          | 4          | 16         | Nr. 2 i kval.gruppen      |
| 1989      | Vesttyskland   | Tyskland | Norge    | Sverige          | 4          | 17         | Kvartfinalist             |
| 1991      | Danmark        | Tyskland | Norge    | Danmark          | 4          | 18         | Nr. 3                     |
| 1993      | Italien        | Norge    | Italien  | Danmark          | 4          | 23         | Nr. 3                     |
| 1995      | Tyskland       | Tyskland | Sverige  | England Norge    | 4          | 30         | Kvartfinalist             |
| 1997      | Sverige/ Norge | Tyskland | Italien  | Spanien Sverige  | 8          | 33         | Nr. 4 i indledende gruppe |
| 2001      | Tyskland       | Tyskland | Sverige  | Danmark Norge    | 8          | 33         | Semifinalist              |
| 2005      | England        | Tyskland | Norge    | Sverige Finland  | 8          | 33         | Nr. 3 i indledende gruppe |
| 2009      | Finland        | Tyskland | England  | Norge Holland    | 12         | 45         | Nr. 3 i indledende gruppe |
| 2013      | Sverige        | Tyskland | Norge    | Danmark Sverige  | 12         | 45         | Semifinalist              |
| 2017      | Holland        | Holland  | Danmark  | Østrig England   | 16         | 47         | Finalist                  |
| 2022      | England        | England  | Tyskland | Sverige Frankrig | 16         | 47         | Nr. 3 i indledende gruppe |
| 2025      | Schweiz        | England  | Spanien  | Italien Tyskland | 16         | 51         | Nr. 4 i indledende gruppe |
I perioden 1987-1993 spillede de to tabende semifinalister om bronzemedaljerne. Ved de øvrige mesterskabet har begge de tabende semifinalister modtaget bronzemedaljer. Siden 2017 har der ikke været uddelt bronzemedaljer.

### Turneringens bedste spiller
| År   | Spiller         |
| ---- | --------------- |
| 1984 | Pia Sundhage    |
| 1987 | Heidi Støre     |
| 1989 | Doris Fitschen  |
| 1991 | Silvia Neid     |
| 1993 | Hege Riise      |
| 1995 | Birgit Prinz    |
| 1997 | Carolina Morace |
| 2001 | Hanna Ljungberg |
| 2005 | Anne Mäkinen    |
| 2009 | Inka Grings     |
| 2013 | Nadine Angerer  |
| 2017 | Lieke Martens   |
| 2022 | Beth Mead       |
| 2025 | Aitana Bonmatí  |

## U/18- og U/19-EM
Europamesterskabet for kvindelige U/18-hold blev spillet fra sæsonen 1997/98 med Danmark som den første vinder. I det første mesterskab var der ingen slutrunde. De otte gruppevindere fra kvalifikationen spillede kvartfinaler, semifinaler og finale, der alle blev afgjort over to kampe (ude og hjemme). Fra det andet U/18-EM indførtes en minislutrunde med fire hold.
Siden 2001/2002-udgaven er mesterskabet erstattet af en U/19-turnering med en slutrunde med deltagelse af otte hold.
Oversigt over vindere gennem tiden.
| Europamestre | År                                      |
| ------------ | --------------------------------------- |
| Tyskland     | 6 (2000*, 2001, 2002, 2006, 2007, 2011) |
| Frankrig     | 3 (2003, 2010*, 2013)                   |
| Sverige      | 2 (1999*, 2012)                         |
| Danmark      | 1 (1998*)                               |
| Spanien      | 1 (2004*)                               |
| Rusland      | 1 (2005*)                               |
| Italien      | 1 (2008*)                               |
| England      | 1 (2009*)                               |
| EM           | Værtsland    | Guld          | Sølv          | Bronze        | Bronze        | Danmarks placering |
| ------------ | ------------ | ------------- | ------------- | ------------- | ------------- | ------------------ |
| U/18-EM 1998 | -            | Danmark U/18  | Frankrig U/18 | Sverige U/18  | Tyskland U/18 | Vinder             |
| EM           | Værtsland    | Guld          | Sølv          | Bronze        | Nr. 4         | Danmarks placering |
| U/18-EM 1999 | Sverige      | Sverige U/18  | Tyskland U/18 | Italien U/18  | Norge U/18    | Kvartfinalist      |
| U/18-EM 2000 | Frankrig     | Tyskland U/18 | Spanien U/18  | Sverige U/18  | Frankrig U/18 | Kval-runde 3       |
| U/18-EM 2001 | Norge        | Tyskland U/18 | Norge U/18    | Danmark U/18  | Spanien U/18  | Nr. 3              |
| EM           | Værtsland    | Guld          | Sølv          | Bronze        | Bronze        | Danmarks placering |
| U/18-EM 2002 | Sverige      | Tyskland U/19 | Frankrig U/19 | England U/19  | Danmark U/19  | Semifinalist       |
| U/18-EM 2003 | Tyskland     | Frankrig U/19 | Norge U/19    | Sverige U/19  | England U/19  | Kval-runde 2       |
| U/18-EM 2004 | Finland      | Spanien U/19  | Tyskland U/19 | Italien U/19  | Rusland U/19  | Kval-runde 2       |
| U/18-EM 2005 | Ungarn       | Rusland U/19  | Frankrig U/19 | Tyskland U/19 | Finland U/19  | Kval-runde 2       |
| U/18-EM 2006 | Schweiz      | Tyskland U/19 | Frankrig U/19 | Danmark U/19  | Rusland U/19  | Semifinalist       |
| U/18-EM 2007 | Island       | Tyskland U/19 | England U/19  | Norge U/19    | Frankrig U/19 | Indledende runde   |
| U/18-EM 2008 | Frankrig     | Italien U/19  | Norge U/19    | Sverige U/19  | Tyskland U/19 | Kval-runde 2       |
| U/18-EM 2009 | Hviderusland | England U/19  | Sverige U/19  | Schweiz U/19  | Frankrig U/19 |                    |
| U/18-EM 2010 | Makedonien   | Frankrig U/19 | England U/19  | Tyskland U/19 | Holland U/19  |                    |
| U/18-EM 2011 | Italien      | Tyskland U/19 | Norge U/19    | Schweiz U/19  | Italien U/19  |                    |
| U/18-EM 2012 | Tyrkiet      | Sverige U/19  | Spanien U/19  | Danmark U/19  | Portugal U/19 |                    |
| U/18-EM 2013 | Wales        | Frankrig U/19 | England U/19  | Tyskland U/19 | Finland U/19  |                    |

## U/17-EM
Europamesterskabet for kvinder under 17 år blev for første gang afholdt i år 2008. Schweiz var de første år, 2008-2013 vært for dette mesterskab, inden det begyndte at blive afholdt i forskellige lande.
Oversigt over vindere gennem tiden.
| Verdensmestre | År                                     |
| ------------- | -------------------------------------- |
| Tyskland      | 6 (2008, 2009, 2012, 2014, 2016, 2017) |
| Spanien       | 3 (2010, 2011, 2015)                   |
| Polen         | 1 (2013)                               |
| EM           | Værtsland    | Guld          | Sølv          | Bronze        | Danmarks placering |
| ------------ | ------------ | ------------- | ------------- | ------------- | ------------------ |
| U/17-EM 2008 | Schweiz      | Tyskland U/17 | Frankrig U/17 | Danmark U/17  | Nr. 3              |
| U/17-EM 2009 | Schweiz      | Tyskland U/17 | Spanien U/17  | Frankrig U/17 | Ikke kvalificeret  |
| U/17-EM 2010 | Schweiz      | Spanien U/17  | Irland U/17   | Tyskland U/17 | Ikke kvalificeret  |
| U/17-EM 2011 | Schweiz      | Spanien U/17  | Frankrig U/17 | Tyskland U/17 | Ikke kvalificeret  |
| U/17-EM 2012 | Schweiz      | Tyskland U/17 | Frankrig U/17 | Danmark U/17  | Nr. 3              |
| U/17-EM 2013 | Schweiz      | Polen U/17    | Sverige U/17  | Spanien U/17  | Ikke kvalificeret  |
| U/17-EM 2014 | England      | Tyskland U/17 | Spanien U/17  | Italien U/17  | Ikke kvalificeret  |
| U/17-EM 2015 | Island       | Spanien U/17  | Schweiz U/17  |               | Ikke kvalificeret  |
| U17-EM 2016  | Hviderusland | Tyskland U/17 | Spanien U/17  | England U/17  | Ikke kvalificeret  |
| U/17-EM 2017 | Tjekkiet     | Tyskland U/17 | Spanien U/17  |               | Ikke kvalificeret  |